# Seikonmaa
Seikonmaa är en ö i Finland. Den ligger i Bottenhavet eller Skärgårdshavet och i kommunen Nystad i den ekonomiska regionen  Nystadsregionen i landskapet Egentliga Finland, i den sydvästra delen av landet. Ön ligger omkring 63 kilometer nordväst om Åbo och omkring 210 kilometer väster om Helsingfors.
Öns area är 4,9 hektar och dess största längd är 280 meter i sydväst-nordöstlig riktning. I omgivningarna runt Seikonmaa växer i huvudsak blandskog.